# Wilson Ramos
Wilson Abraham Ramos (né le 10 août 1987 à Valencia au Venezuela) est un receveur des Tigers de Détroit de la Ligue majeure de baseball.

## Carrière

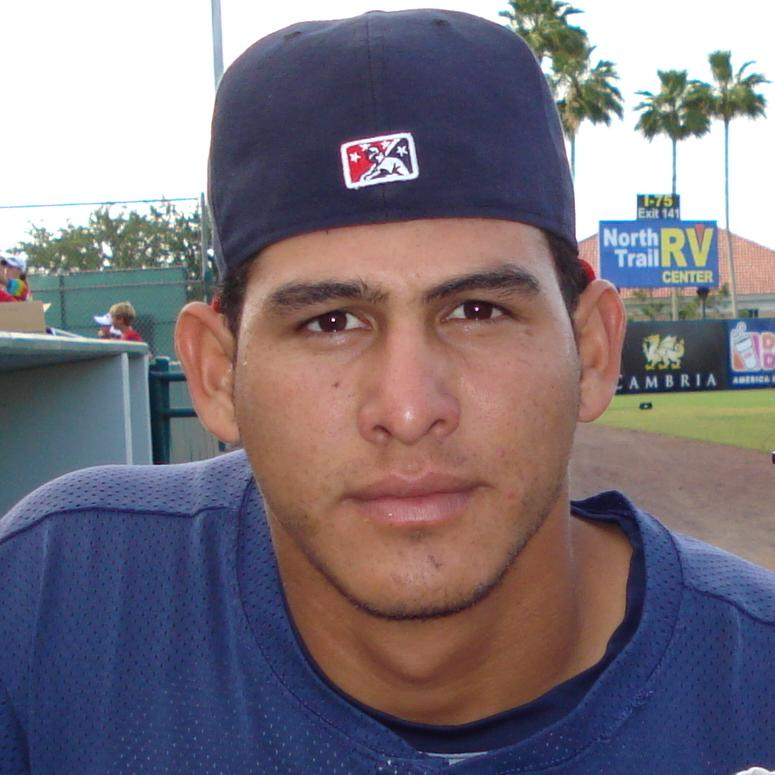
Wilson Ramos en 2008 avec le Miracle de Fort Myers.

### Twins du Minnesota
Recruté comme agent libre amateur en 2004 par les Twins du Minnesota, Wilson Ramos joue en Ligues mineures de 2006 à 2009. Invité à l'entraînement de printemps des Twins en février-mars 2010, il prend part à 13 rencontres de préparation pour une moyenne au bâton de 0,400. Le manager Ron Gardenhire hésite un temps à incorporer Ramos dans l'effectif actif pour l'ouverture de la saison, mais il opte le 31 mars pour le Triple-A. Il paraît important à Gardenhire que Ramos joue encore sur des cadences quotidiennes plutôt que de se contenter d'un rôle de remplaçant en Majeure.

#### Saison 2010
Ramos profite de la blessure de Joe Mauer pour faire ses débuts en Ligue majeure le 2 mai 2010 à l'occasion d'un match contre les Indians de Cleveland. Il réussit quatre coups sûrs lors de ses cinq passages au bâton. Ramos est le premier joueur de la franchise des Twins à réussir cette performance pour ses débuts au plus haut niveau depuis 1984 (Kirby Puckett). Depuis 1900 et toutes équipes confondues, Ramos est le 21e joueur à débuter ainsi ; il est surtout le premier receveur.

### Nationals de Washington

#### Saison 2010
Le 31 juillet 2010, les Twins échangent Ramos et le lanceur gaucher Joe Testa aux Nationals de Washington contre le stoppeur Matt Capps.
Le 8 septembre, il claque son premier coup de circuit dans le baseball majeur, contre R. A. Dickey des Mets de New York. Il termine 2010 avec ,278 de moyenne au bâton, un circuit et cinq points produits.

#### Saison 2011

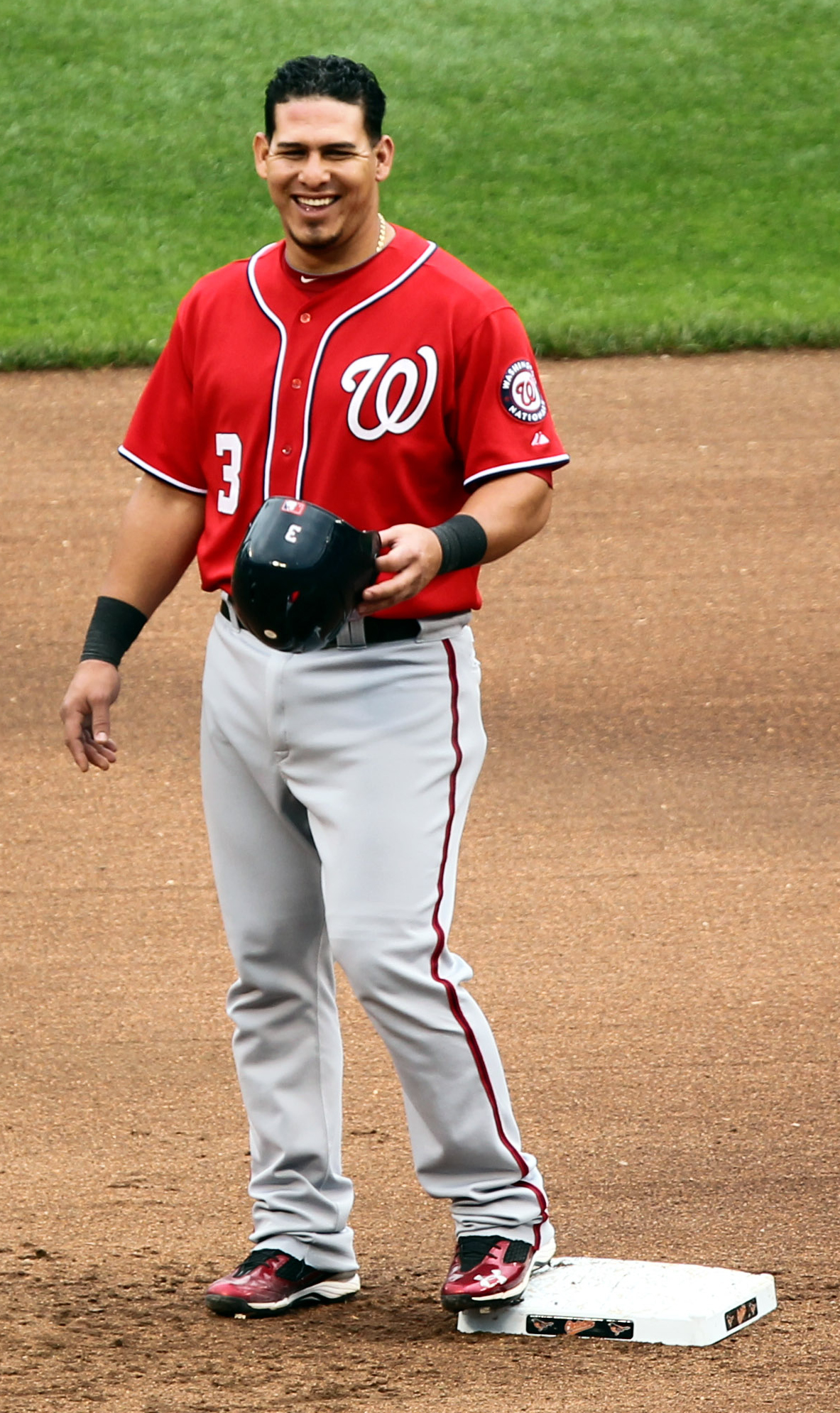
Wilson Ramos en 2011 avec les Nationals de Washington.

Ramos est le receveur de confiance des Nationals pendant la saison 2011 où il joue 113 parties, dont 108 à son poste derrière le marbre. Il maintient une moyenne de ,267, frappe 15 circuits et produit 52 points.

#### Enlèvement
Après la saison 2011 des Nationals, Ramos retourne dans son pays, le Venezuela, pour y jouer au baseball dans une ligue d'hiver avec les Tigres de Aragua. Vers 19 heures le 9 novembre 2011, il est victime d'un enlèvement au domicile familial où il réside à Valencia. Trois hommes armés enlèvent le jeune homme et le forcent à prendre place dans un véhicule. Lorsque les autorités vénézuéliennes retrouvent deux jours plus tard un véhicule qu'ils croient appartenir aux suspects, ils affirment que Ramos est toujours vivant mais que les ravisseurs n'ont toujours pas, à ce moment-là, contacté la famille. Dans les jours qui suivent, une vigile est tenue par les fans de Ramos aux abords du Nationals Park de Washington et plusieurs joueurs au Venezuela affirment leur soutien envers Ramos et sa famille.
Une opération policière menée par les autorités vénézuéliennes permet de libérer Ramos le 11 novembre. Il est retrouvé sain et sauf dans une région montagneuse de Montalban, dans l'État de Carabobo et trois individus sont arrêtés.

#### Saison 2016
Ramos connaît sa meilleure saison chez les Nationals en 2016 avec des sommets personnels de 22 circuits, 80 points produits et une première invitation au match des étoiles.

### Rays de Tampa Bay
Ramos rejoint en 2017 les Rays de Tampa Bay.

## Statistiques
| Saison | Équipe     | G  | AB | R | H  | 2B | 3B | HR | RBI | SB | BA   |
| ------ | ---------- | -- | -- | - | -- | -- | -- | -- | --- | -- | ---- |
| 2010   | Minnesota  | 7  | 27 | 2 | 8  | 3  | 0  | 0  | 1   | 0  | .296 |
| 2010   | Washington | 15 | 52 | 3 | 14 | 4  | 0  | 1  | 4   | 0  | .269 |
| Totaux | Totaux     | 22 | 79 | 5 | 22 | 7  | 0  | 1  | 5   | 0  | .278 |

Note : G = Matches joués ; AB = Passages au bâton; R = Points ; H = Coups sûrs ; 2B = Doubles ; 3B = Triples ; 
HR = Coup de circuit ; RBI = Points produits ; SB = Buts volés ; BA = Moyenne au bâton.